# Pistolet Erma EP452/EP457/EP459
Erma EP452/EP457/EP459 – seria niemieckich pistoletów samopowtarzalnych.

## Historia
W 1984 roku firma Erma rozpoczęła produkcje trzech wzorów pistoletów o identycznym wyglądzie, ale różniących się kalibrem. Wyglądem zewnętrznym miały one przypominać pomniejszony pistolet Colt Government. W związku z wykorzystaniem rozwiązań z produkowanych wcześniej przez Ermę imitacje pistoletu Walther PPK posiadały one mechanizm spustowy SA/DA i bezpiecznik blokujący iglicę na zamku (Government ma mechanizm spustowy SA i skrzydełko bezpiecznika na szkielecie). Podobnie jak w Waltherze PPK umieszczono także zatrzask magazynka (u doły chwytu pistoletowego). Do produkcji trafiły trzy pistolety różniące się kalibrem:
- EP452 - kalibru .22 Long Rifle, najczęściej ze szkieletem i zamkiem ze stali, czernionym.
- EP457 - kalibru 7,65 mm Browning, najczęściej ze szkieletem i zamkiem ze stali nierdzewnej.
- EP459 - kalibru 9 mm Short, najczęściej ze szkieletem i zamkiem ze stali nierdzewnej.